# Cover date
Cover date ["data de capa", em tradução livre] refere-se à data estampada nas capas das publicações periódicas [ou simplesmente, "periódicos"], como revistas e gibis ["revistas de histórias em quadrinhos"]. Não é necessariamente a data real da publicação (a on-sale date ["data de venda"] ou release date ["data de lançamento").

## Revistas
Nos Estados Unidos, Canadá, e Reino Unido, a prática usual é exibir na capa da revista uma data que é de algumas semanas ou meses após a data de publicação real ou do lançamento. Ha duas razões para esta discrepância: em primeiro lugar, permitir que a revista pareça "atual" aos olhos do consumidor, embora já esteja à venda há bastante tempo (pois, nem todas as revistas são vendidas de forma imediata), e em segundo lugar, para informar às bancas quando uma revista não vendida pode ser removida da estante e devolvida à editora ou ser destruída (neste caso, a cover date é também a pull date ["prazo de validade" ou "data de recolhimento"]).
Semanários (como o Time e Newsweek) geralmente mencionam a data da semana seguinte. Mensais (como a National Geographic Magazine) informam a data do mês seguinte à da data de publicação real, e publicações trimestrais são geralmente datadas três meses à frente.
Em outros países (como é o caso do Brasil), a cover date geralmente corresponde (ou tem uma pequena diferença) com a data de publicação, e algo similar acontece em relação às revistas semanais onde as datas são até idênticas.
Em todos os mercados, é raro que as revistas mensais indiquem um dia específico do mês: assim, as edições são datadas com Mês e ano (por exemplo, Setembro de 2017 [usando o mês da edição do artigo como parâmetro]), e assim por diante, enquanto que as revistas semanais podem apresentar o dia (como por exemplo, 7 de setembro de 2017).

## Quadrinhos
A prática usual da maioria das editoras de revistas de histórias em quadrinhos desde a criação dos quadrinhos na década de 1930, foi datar as edições individuais, colocando o nome do mês (e muito mais tarde, o ano também) na capa, geralmente dois meses após a data de lançamento efetiva. Por exemplo, uma edição de 1951 de Super-Homem que trazia a cover date de julho, teria sido publicada dois meses antes dessa data, ou seja, no mês de maio, em termos gerais. Em 1973, a discrepância entre a cover date e a data de publicação foi de dois para três meses. Em 1989, a cover date e a discrepância com a data de publicação foram alteradas novamente para dois meses, apesar de que, cada editora de quadrinhos nesse momento já usasse seu próprio sistema. O motivo para esta diferença remonta à época das “pulp fictions”, ou seja à década de 1920–1930, quando a cover date era utilizada como data final de recolhimento das revistas em bancas.
Uma das duas maiores editoras de quadrinhos dos Estados Unidos, a DC Comics, continua a colocar as cover dates na capa. Já a Marvel Comics, deixou de colocar as cover dates na capa em outubro de 1999; desde então, a "cover" date foi movida para o índice numa página interna da revista.

### Casos excepcionais
Com o lançamento de várias edições especiais das séries regulares, e às vezes lançando mais de uma edição por mês adotou-se o uso de três palavras para auxiliarem na identificação da cover date: Early, Mid e Late, que significam a grosso modo: início, meio e fim e fazem referência ao mês específico. Por exemplo [revista a] #[b] – Early [mês/ano], ou seja início daquele mês, indicando que provavelmente há outra revista naquele mesmo mês.
Revistas trimestrais no geral tem na cover date a estação do ano em inglês Spring (Primavera), Summer (Verão), Autumm (Outuno) e Winter (Inverno). Revistas anuais normalmente não trazem a informação do mês da edição na capa, limitando-se a indicar somente o ano. Ainda há eventos como Holiday (feriado), geralmente utilizado em finais de ano, seja no Dia de Ação de Graças ou Natal.